# Elia Benedettini
Elia Benedettini (sinh ngày 22 tháng 6 năm 1995) là một cầu thủ bóng đá người San Marino hiện tại đang thi đấu ở vị trí thủ môn cho câu lạc bộ Libertas. Anh là anh em họ của thủ môn Simone Benedettini.

## Sự nghiệp câu lạc bộ
Benedettini bắt đầu sự nghiệp của mình tại San Marino Calcio ở Lega Pro, hạng ba của hệ thống bóng đá Ý. Anh ấy lần đầu tiên được gọi vào đội hình thi đấu vào ngày 24 tháng 9 năm 2012, vẫn là dự bị không được sử dụng trong trận thua 0-1 trên sân nhà trước Pavia tại Stadio Olimpico ở Serravalle. Vào ngày 10 tháng 2 năm 2013, anh lại được triệu tập và không được sử dụng trong chiến thắng 2–0 trên sân nhà trước portogruaro. Lần gọi thứ ba của anh ấy vào ngày 5 tháng 5 dẫn đến việc lần xuất hiện duy nhất của anh ấy xuất hiện trong mùa giải, trong trận đấu trên sân nhà với Cremonese. Thủ môn bắt chính Mattia Migani bị đuổi khỏi sân ở phút thứ hai, vì vậy tiền đạo Francesco Cassola được thay thế cho Benedettini,  ngay lập tức để thủng lưới trước quả phạt đền bởi Giuseppe Le Noci trong trận thua chung cuộc 1–6.
Vào ngày 21 tháng 7 năm 2013, anh gia nhập Cesena với mức phí không được tiết lộ.
Vào tháng 7 năm 2014, Benedettini chuyển đến câu lạc bộ Serie D là Pianese.
Vào tháng 7 năm 2016, anh chuyển đến câu lạc bộ Serie B là Novara theo dạng chuyển nhượng tự do. Anh ấy có trận ra mắt thi đấu cho câu lạc bộ vào ngày 24 tháng 12 năm 2016 trong trận thua 4–1 trước Virtus Entella. Anh ta được Novara trả tự do theo sự đồng ý của cả hai vào ngày 9 tháng 10 năm 2020.
Vào ngày 14 tháng 1 năm 2021, anh trở lại Cesena.
Vào ngày 11 tháng 7 năm 2022, Benedettini đồng ý gia nhập Cailungo ở Campionato Sammarinese di Calcio.

## Sự nghiệp quốc tế
Anh có trận ra mắt quốc tế cho San Marino vào ngày 27 tháng 6 năm 2015, trong trận đấu vòng loại UEFA Euro 2016 trước Slovenia ở Ljubljana, thất bại 0–6. Trước đó, anh đã chơi cho các đội trẻ của San Marino.

## Thống kê sự nghiệp

### Quốc tế
Tính đến trận đấu diễn ra ngày 19 tháng 6 năm 2023.
| Đội tuyển quốc gia | Năm   | Số trận | Bàn thắng |
| ------------------ | ----- | ------- | --------- |
| San Marino         | 2015  | 2       | 0         |
| San Marino         | 2016  | 1       | 0         |
| San Marino         | 2017  | 4       | 0         |
| San Marino         | 2018  | 6       | 0         |
| San Marino         | 2019  | 4       | 0         |
| San Marino         | 2020  | 3       | 0         |
| San Marino         | 2021  | 11      | 0         |
| San Marino         | 2022  | 8       | 0         |
| San Marino         | 2023  | 4       | 0         |
| Total              | Total | 43      | 0         |

1. ↑  Một trận đấu không thuộc FIFA